# Canadá en el Festival de la OTI
La televisión hispanohablante de Canadá estuvo pocos años en competencia del Festival OTI de la Canción, ya que el festival tenía reglas de cantar en español y en portugués, habiendo pocos artistas en este país que cantaran en estos idiomas, siendo el español el idioma casi exclusivo. Este país no era muy bien tratado con los votos, pero nunca cayó hasta el fondo de la tabla como otros países. Este país debuta en el año de 1986 en Santiago (Chile) donde fue su mejor resultado, el puesto 11.º  de la mano de Ricky Campbell con la canción Vamos a la Fiesta, en el siguiente año en Lisboa (Portugal) tuvo un puesto 13.º . Tuvieron que pasar 3 años para que este país volviera, en su retorno volvió cosechando un 6º puesto en 1991 en Acapulco (México) con la canción Si tú te vas de Alberto Olivera. En 1992 en Valencia (España) vuelve a subir y queda en el top 10 abriéndolo. En el siguiente año de 1993 en la misma sede en Valencia (España) vuelve obteniendo un honroso 5.º  puesto logrando así el mejor resultado de este país en su historia en el Festival de la OTI tras pasando el puesto de Alberto Olivera, en ese año de 1993 en Valencia el puesto fue logrado gracias a Omar Ortiz Castillo con la canción Suelta mi mano, gitana, después de este logro, Canadá se retira para volver en 1995 en San Bernardino (Paraguay) quedando en el puesto 14.º  volviendo así a los puestos bajos. Después Canadá se retira para no retornar más.

## Participaciones de Canadá en el Festival de la OTI
| Año  | Sede           | Artista             | Canción                | Director orquesta    | Posición | Pts |
| ---- | -------------- | ------------------- | ---------------------- | -------------------- | -------- | --- |
| 1986 | Santiago       | Ricky Campbell      | Vamos a la fiesta      | Horacio Saavedra     | 11       | 19  |
| 1987 | Lisboa         | Alberto Oliveira    | Vuelve a mí            | Guillermo Azevedo    | 13       |     |
| 1991 | Acapulco       | Alberto Oliveira    | Si tú te vas           | Chucho Ferrer        | 6        |     |
| 1992 | Valencia       | José Alcides        | Como te puedo amar     | Martín Furmiere      | 10       | 29  |
| 1993 | Valencia       | Omar Ortiz Castillo | Suelta mi mano, gitana |                      | 5        | 23  |
| 1995 | San Bernardino | Mariela Torres      | Quiéreme               | Oscar Cardozo Ocampo | 14       |     |